# 游邃
游 邃（ゆう すい、生没年不詳）は、西晋から五胡十六国時代の人物。

## 生涯
広平郡任県を本貫とする漢人。晋の昌黎郡太守であった。
永嘉の乱により中原が乱れると、魏郡出身の黄泓やかつて昌黎郡太守であった逄羨・宋奭（宋晃の父）と共に幽州の薊へ避難した。
やがて黄泓と共に、遼西に割拠していた慕容部の大人慕容廆に帰順した。游邃らは慕容廆から客人の礼をもって厚遇された。
建興元年（313年）4月、股肱（腹心）に抜擢された。
大興元年（318年）3月、龍驤長史に任じられ、慕容部における儀法の制定に携わった。
大興4年（321年）12月、慕容廆が東晋より遼東公に冊封されると、裴嶷と共に改めて長史に任じられた。
その後の動向は不明である。

## 逸話
幽州を統治する司空王浚は游邃の兄の游暢へ幾度も手紙を出し、幕僚として招聘しようとした。游暢はこれに応じて王浚の下へ赴こうとしたが、游邃は「彭祖（王浚の字）の刑政（刑事と政事）は修まっておらず、華戎（漢民族と異民族）も離反しております。この邃が考えるところ、その治世は長くは持たないでしょう。なのに、どうして兄上は動かずにその運命を待とうというのですか」と反対した。これに游暢は「彭祖は残忍で猜疑心が強い。流民が（王浚を見限って）北へ行こうとした時には、これを尽く殺したこともあったという。今、彼は何度も私へ呼びかけているのに、もし私が応じなければ、卿（游邃）にまで禍が及んでしまうだろう。また今は乱世であるから、一族で別々に属した方が子孫を残しやすいであろう」と述べると、游邃はこれに従った。こうして游暢は王浚に帰順したが、後に王浚と共に石勒の手に掛かり、命を落とした。

## 広平游氏
始祖の游述は三国時代の魏で河南尹・大長秋を歴任した。
王浚の司馬であった游統、その弟で石勒の主簿であった游綸は游邃の同族であり、游暢・游邃と共に著名な存在であった。
游暢の子の游泓は游邃と同じく慕容部（前燕）に仕え、居就県令に任じられた。
広平游氏は北魏の代まで繁栄し、尚書游明根、その子で尚書右僕射游肇、同族の散騎常侍游雅は高官を歴任している。